# Katarzyna Radtke
Pour les articles homonymes, voir Radtke.
Katarzyna Radtke (née Schewe le 31 août 1969 à Bydgoszcz) est une athlète polonaise spécialiste de la marche athlétique. Elle est a détenu les records de Pologne du 3 000 m au 20 km, et détient encore quelques-uns de ces records actuellement. Elle a participé à trois éditions des Jeux olympiques (1992, 1996 et 2000), terminant 7e du 10 km marche à Atlanta.

## Biographie

### Palmarès
| Date | Compétition           | Lieu      | Résultat | Épreuve      | Performance     |
| ---- | --------------------- | --------- | -------- | ------------ | --------------- |
| 1991 | Championnats du monde | Tokyo     | 12e      | 10 km marche | 44 min 42 s     |
| 1992 | Jeux olympiques d'été | Barcelone | 11e      | 10 km marche | 45 min 45 s     |
| 1993 | Championnats du monde | Stuttgart | 6e       | 10 km marche | 43 min 33 s     |
| 1996 | Jeux olympiques d'été | Atlanta   | 7e       | 10 km marche | 43 min 05 s     |
| 1998 | Championnats d'Europe | Budapest  | 6e       | 10 km marche | 43 min 09 s     |
| 1999 | Championnats du monde | Séville   | 5e       | 20 km marche | 1 h 31 min 34 s |

### Records
| Épreuve         | Performance     | Lieu             | Date        |
| --------------- | --------------- | ---------------- | ----------- |
| 10 000 m marche | 42 min 47 s 4   | Fana             | 8 mai 1993  |
| 10 km marche    | 42 min 17 s     | Eisenhüttenstadt | 11 mai 1996 |
| 20 km marche    | 1 h 31 min 26 s | Mézidon-Canon    | 2 mai 1999  |